# 2022年P. LEAGUE+季後賽
2022年P. LEAGUE+季後賽是P. LEAGUE+（PLG）2021-22賽季季後賽，分為五戰三勝制首輪與七戰四勝制總冠軍賽兩個階段。首輪於2022年6月3日至2022年6月15日展開，總冠軍賽於6月18日至6月27日進行。P. LEAGUE+以「真・有意思」作為聯盟季後賽口號。

## 對陣圖
|  | 首輪 | 首輪               | 首輪 |              |   | 總冠軍賽       | 總冠軍賽 | 總冠軍賽 |  |
|  |      |                    |      |              |   |                |          |          |  |
|  | 1    | 新竹街口攻城獅     | 3    |              |   |                |          |          |  |
|  | 1    | 新竹街口攻城獅     | 3    |              |   |                |          |          |  |
|  | 4    | 新北國王           | 2    |              |   |                |          |          |  |
|  | 4    | 新北國王           | 2    |              | 1 | 新竹街口攻城獅 | 1        |          |  |
|  |      |                    |      |              | 1 | 新竹街口攻城獅 | 1        |          |  |
|  |      |                    | 3    | 臺北富邦勇士 | 4 |                |          |          |  |
|  | 2    | 福爾摩沙台新夢想家 | 3    | 臺北富邦勇士 | 4 | 1              |          |          |  |
|  | 2    | 福爾摩沙台新夢想家 |      |              |   |                |          |          |  |
|  | 3    | 臺北富邦勇士       | 3    |              |   |                |          |          |  |

粗體表示系列賽贏家

## 首輪

### （1）新竹街口攻城獅vs（4）新北國王
| 2022年6月3日 17:00 |

| 詳細數據 |

| 新北國王 86–97 新竹街口攻城獅                              |  |                                                      |
| 每節分數： 30–22、19–33、13–18、24–24                      |  |                                                      |
| 得分： 湯瑪士（24） 篮板： 湯瑪士（15） 助攻： 李愷諺（7） |  | 得分： 辛巴（26） 篮板： 辛巴（19） 助攻： 田浩（5） |
| 新竹街口攻城獅以1比0領先                                   |  |                                                      |

| 2022年6月5日 17:00 |

| 詳細數據 |

| 新北國王 91–99 新竹街口攻城獅                                       |  |                                                          |
| 每節分數： 27–24、24–31、18–21、22–23                               |  |                                                          |
| 得分： 牧倫斯 / 湯瑪士（22） 篮板： 湯瑪士（27） 助攻： 李愷諺（6） |  | 得分： 朱雲豪（24） 篮板： 辛巴（23） 助攻： 高國豪（6） |
| 新竹街口攻城獅以2比0聽牌                                            |  |                                                          |

| 2022年6月9日 19:00 |

| 詳細數據 |

| 新竹街口攻城獅 93–111 新北國王                         |  |                                                             |
| 每節分數： 20–22、33–26、19–37、21–26                  |  |                                                             |
| 得分： 辛巴（22） 篮板： 辛巴（13） 助攻： 高國豪（6） |  | 得分： 湯瑪士（34） 篮板： 湯瑪士（17） 助攻： 楊敬敏（12） |
| 新北國王追成2比1                                       |  |                                                             |

| 2022年6月11日 17:00 |

| 詳細數據 |

| 新竹街口攻城獅 77–97 新北國王                            |  |                                                            |
| 每節分數： 29–22、14–25、14–31、20–19                    |  |                                                            |
| 得分： 朱雲豪（16） 篮板： 辛巴（16） 助攻： 李家瑞（4） |  | 得分： 楊敬敏（32） 篮板： 牧倫斯（16） 助攻： 李愷諺（9） |
| 新北國王扳成2比2平手                                     |  |                                                            |

| 2022年6月14日 19:00 |

| 詳細數據 |

| 新北國王 93–98 新竹街口攻城獅                              |  |                                                        |
| 每節分數： 18–25、32–22、23–25、20–26                      |  |                                                        |
| 得分： 戴維斯（24） 篮板： 戴維斯（16） 助攻： 里金斯（5） |  | 得分： 辛巴（29） 篮板： 辛巴（23） 助攻： 高國豪（6） |
| 新竹街口攻城獅以3比2晉級總冠軍賽                           |  |                                                        |

### （2）福爾摩沙台新夢想家vs（3）臺北富邦勇士
| 2022年6月4日 17:00 |

| 詳細數據 |

| 臺北富邦勇士 98–89 福爾摩沙台新夢想家                      |  |                                                                                |
| 每節分數： 13–25、20–20、31–15、34–29                      |  |                                                                                |
| 得分： 張宗憲（31） 篮板： 塞瑟夫（15） 助攻： 林書緯（5） |  | 得分： 林俊吉（22） 篮板： 吉爾貝克（14） 助攻： 李德威 / 林俊吉 / 錢肯尼（3） |
| 臺北富邦勇士以1比0領先                                     |  |                                                                                |

| 2022年6月6日 19:00 |

| 詳細數據 |

| 臺北富邦勇士 100–94 福爾摩沙台新夢想家                     |  |                                                                       |
| 每節分數： 27–24、23–28、23–19、27–23                      |  |                                                                       |
| 得分： 張宗憲（18） 篮板： 辛特力（11） 助攻： 曾文鼎（7） |  | 得分： 布依德（31） 篮板： 吉爾貝克（21） 助攻： 林俊吉 / 錢肯尼（5） |
| 臺北富邦勇士以2比0聽牌                                     |  |                                                                       |

| 2022年6月10日 19:00 |

| 詳細數據 |

| 福爾摩沙台新夢想家 95–80 臺北富邦勇士                      |  |                                                            |
| 每節分數： 27–22、29–23、20–18、19–17                      |  |                                                            |
| 得分： 簡浩（23） 篮板： 吉爾貝克（13） 助攻： 布依德（5） |  | 得分： 塞瑟夫（15） 篮板： 辛特力（15） 助攻： 辛特力（4） |
| 福爾摩沙台新夢想家追成2比1                                 |  |                                                            |

| 2022年6月12日 17:00 |

| 詳細數據 |

| 福爾摩沙台新夢想家 111–119 臺北富邦勇士（OT）                  |  |                                                                     |
| 每節分數： 28–22、20–21、19–25、22–21、： 22–30                |  |                                                                     |
| 得分： 吉爾貝克（25） 篮板： 吉爾貝克（15） 助攻： 林俊吉（9） |  | 得分： 辛特力（37） 篮板： 辛特力（18） 助攻： 辛特力 / 林志傑（5） |
| 臺北富邦勇士以3比1晉級總冠軍賽                                 |  |                                                                     |

## 外部連結
- 官方网站